# Šestajovice (kraj środkowoczeski)
Šestajovice – gmina w Czechach, w kraju środkowoczeskim, w powiecie Praha-východ.
Pierwsza pisemna wzmianka o wsi pochodzi z 1227. Wtedy królewski podstoli Kojata z Hněvína w testamencie nadał Šestajovice mnichom z kościoła św. Wacława. Zakonnicy zbudowali tu twierdzę, w której zamieszkiwali do końca wojen husyckich. Po ich zakończeniu przeszły Šestajovice do majątku praskiego Starego Miasta (kilku właścicieli). Od 1547 właścicielem wsi ponownie staje się osada na Zderaze (do połowy XIX wieku), a potem raz po raz zmienia właścicieli.
Pod koniec II wojny światowej - 26 kwietnia 1945 - atak amerykańskich myśliwców. Zniszczone zostały w pobliskiej wsi trzy ciężarówki (dwie wojskowe i jedna cywilna). Nikt jednak nie został ranny.
Osada znajduje się w stanie rozkwitu, podobnie jak inne w okolicy Pragi. Można zaobserwować burzliwy rozwój budownictwa mieszkaniowego, zwłaszcza jednorodzinnego. Liczba mieszkańców szybko rośnie.